# Kermesse

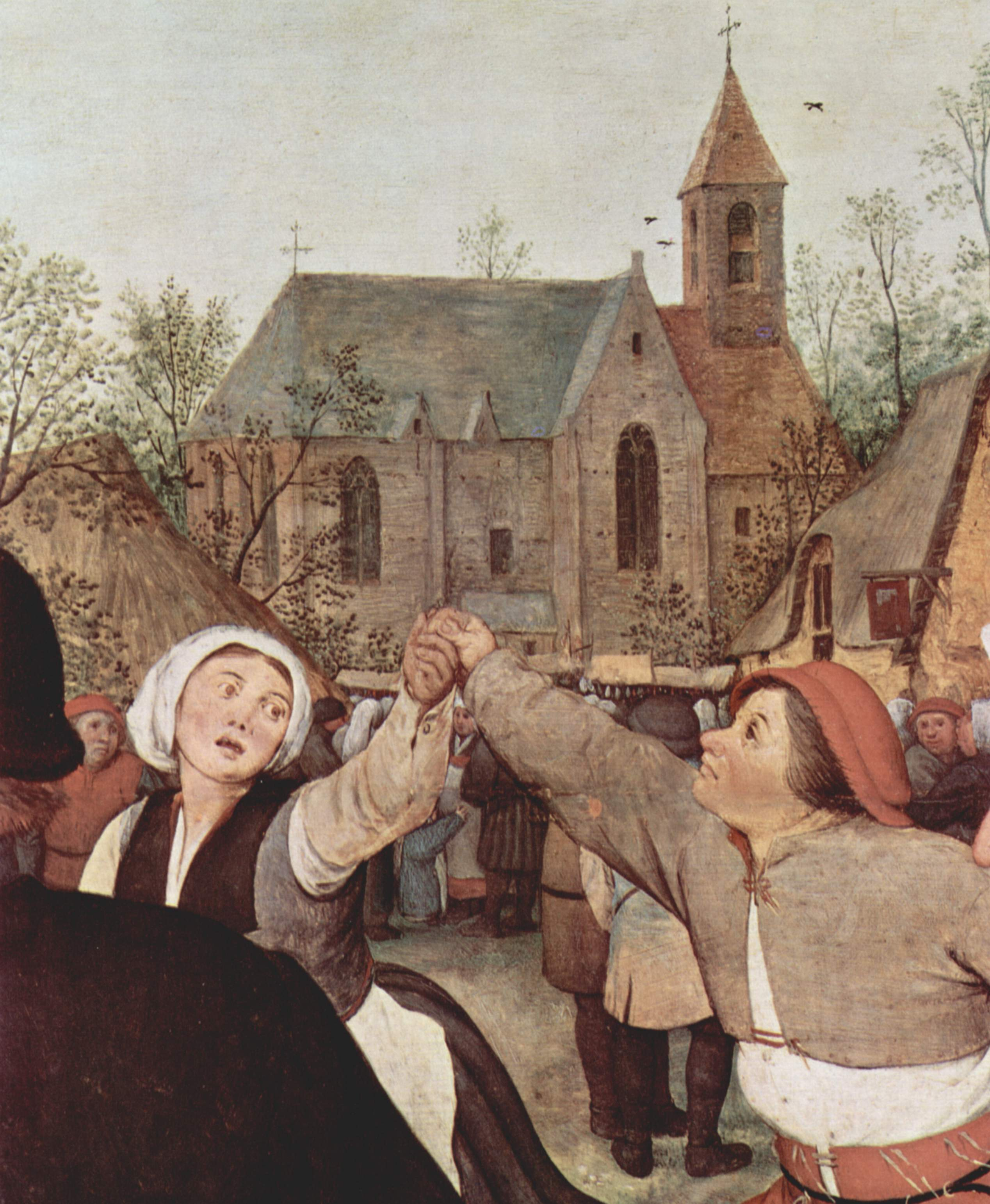
Détail d'un tableau de Pieter Brueghel l'Ancien.

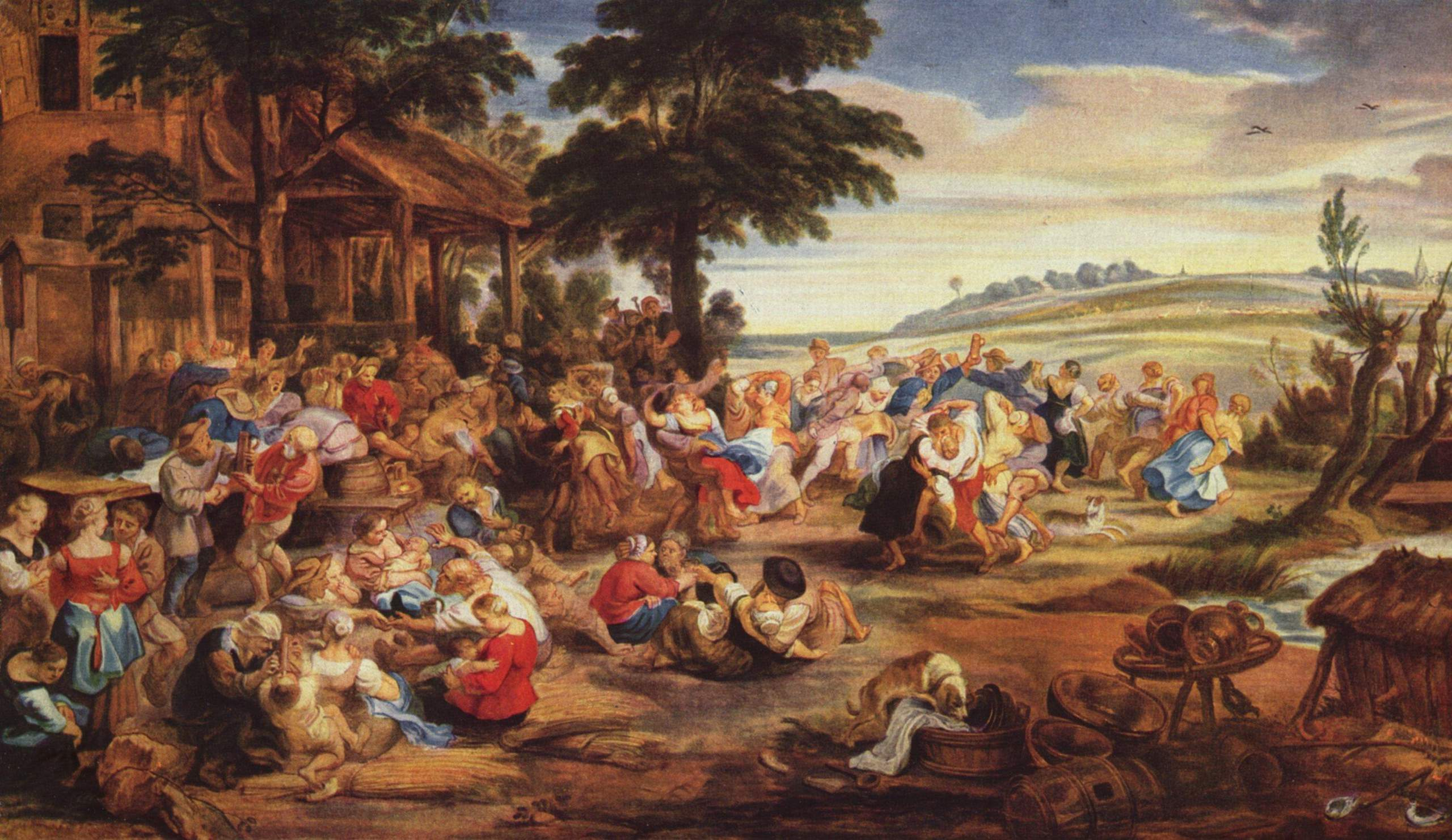
La Kermesse par Pierre Paul Rubens

Une kermesse (du néerlandais Kerkmisse, « Messe de l'église ») est, en Belgique, en France, au Luxembourg et en Suisse romande, une fête paroissiale, patronale, de bienfaisance ou une foire annuelle. 
En France, ce mot désigne surtout la fête annuelle des écoles primaires qui est organisée à la fin de l'année scolaire.

## Les grandes kermesses

### Allemagne
Les kermesses sont très nombreuses en Allemagne. Elles portent le nom de Kirmes, Kirchmess, Kirchtag ou Kirchweih, selon les régions avec toutes leurs variantes orthographiques. Toujours selon les régions, on y consomme de la bière ou du vin.

### Belgique
Jusqu'au début du XIXe siècle, Bruxelles a connu deux kermesses : une « petite », aujourd'hui disparue, qui avait lieu le dimanche de la Pentecôte et une « grande », qui commémorait la procession du 4 octobre 1530 instituée par Marguerite d'Autriche pour célébrer la fin d'une épidémie de peste.
- En 1531 l'empereur Charles Quint promulgue une ordonnance limitant la durée des kermesses à un seul jour.
- En 1880 le Conseil Communal décida que les kermesses qui se déroulaient simultanément sur la Grand-Place, place des Martyrs et au Marché-aux-Grains seraient réunies dans une grande kermesse qui aurait lieu début juillet au boulevard du Midi, la foire du Midi.

### Luxembourg
- Kermesse de Luxembourg (schueberfouer).

### Alsace
- La Messti de chaque village